# Stevie Ray
Stevie Ray, född 25 mars 1990 i Fife, är en skotsk MMA-utövare som sedan 2015 tävlar i organisationen Ultimate Fighting Championship.